# Janusz Andrzej Bałdyga
Janusz Andrzej Bałdyga (ur. 27 lipca 1946 w Bydgoszczy) – polski artysta, malarz, poeta.

## Życiorys
Janusz Andrzej Bałdyga po ukończeniu Państwowego Liceum Sztuk Plastycznych im.Leona Wyczółkowskiego w Bydgoszczy rozpoczął studia na Wydziale Malarstwa Akademii Sztuk Pięknych w Krakowie pod kierownictwem Adama Marczyńskiego. Dyplom uzyskał w 1973. W 1975 wraz z Michałem Kubiakiem i Ignacym Bullą założył Grupę Bydgoską – Galeria 1+X.
Powraca do rodzinnego miasta gdzie mieszka i tworzy do dziś. W latach 2003–2007 pełnił obowiązki Plastyka Miejskiego w Bydgoszczy. Jest członkiem Związku Polskich Artystów Plastyków. Specjalizuje się w malarstwie sztalugowym w technice olejnej, zajmuje się również poezją.
W 2019 wydał tomik wierszy pod nazwą „Nad Brzegiem Czasu”.

## Wystawy (wybrane)
- 1971 – Wyjazd i udział jako reprezentant ASP w Krakowie w wystawie „Junge Polnische Kunst” w Mannheim.
- 1973 – Indywidualna wystawa malarstwa i rysunku w Galerii „Jaszczury” w Krakowie.
- 1974 – Indywidualna wystawa malarstwa „Mały Salon Sztuki” w Bydgoszczy.
- 1974 – Udział w Festiwalu „Współczesnego Malarstwa Polskiego” w Szczecinie.
- 1975 – Udział w aukcji Polskiego Malarstwa w Paryżu.
- 1977 – Udział w Międzynarodowej Wystawie Poplenerowej malarstwa i grafiki w Centrum Kultury w Pesaro.
- 1978 – Udział w wystawie konkursowej Bielska Jesień.
- 1982 – Udział w wystawie zbiorowej malarstwa w Galerii „Sztuka Polska” w Berlinie Zachodnim.
- 1986 – Udział w I Ogólnopolskiej Wystawie Malarstwa i Grafiki ZPAMiG w Warszawie.
- 1986 – Organizuje I Autorski Plener Malarski „W Kręgu Metafory” w Komorowie (Polska) sfinansowany przez MKiS w Warszawie oraz Zarząd Okręgu ZPAMiG w Bydgoszczy.
- 1989 – Udział w wystawie zbiorowej malarstwa artystów bydgoskich w Salonie BWA w Bydgoszczy.
- 1990 – Indywidualna wystawa malarstwa w BWA „Arsenał” w Poznaniu[5].
- 1990 – Indywidualna wystawa malarstwa w Salonie BWA w Bydgoszczy.
- 1991 – Indywidualna wystawa malarstwa w Salonie BWA w Toruniu.
- 1995 – Udział w wystawie malarstwa w miejscowości Almeria.
- 2018 – Indywidualna wystawa malarstwa w Galerii Miejskiej bwa w Bydgoszczy (Galeria Kantorek)[6]

## Nagrody i wyróżnienia
- W latach 1989–2019 otrzymał m.in.: Stypendium Wojewody Bydgoskiego, MKiS, jak również

wiele nagród i wyróżnień oraz Stypendium Prezydenta Miasta Bydgoszczy.
- W 2020 roku w uznaniu zasług dla kultury Pomorza i Kujaw otrzymał Medal Jerzego Sulimy Kamińskiego[potrzebny przypis]

## Przykładowe prace (malarstwo)

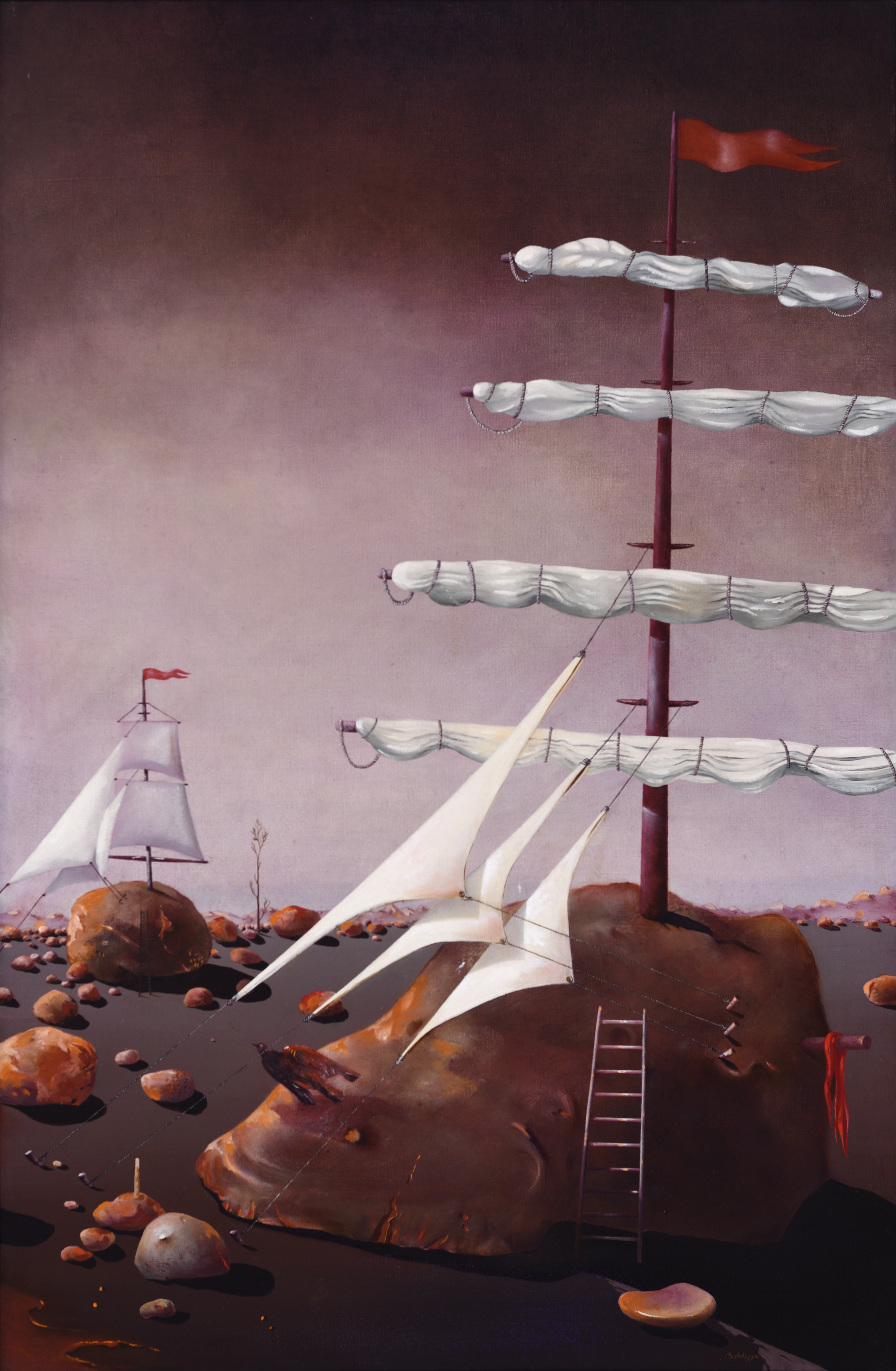
Alhabia
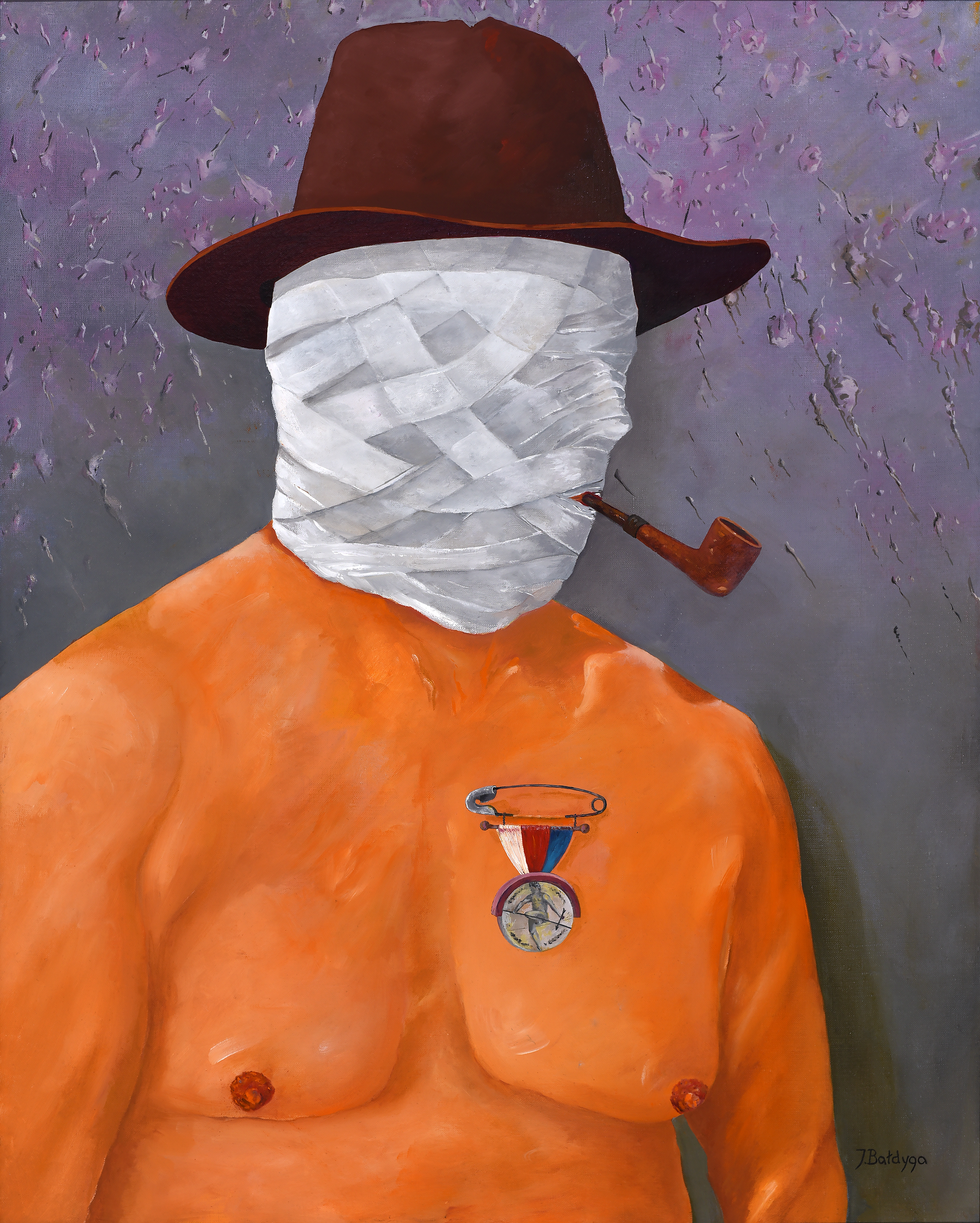
Autoportret z fajką
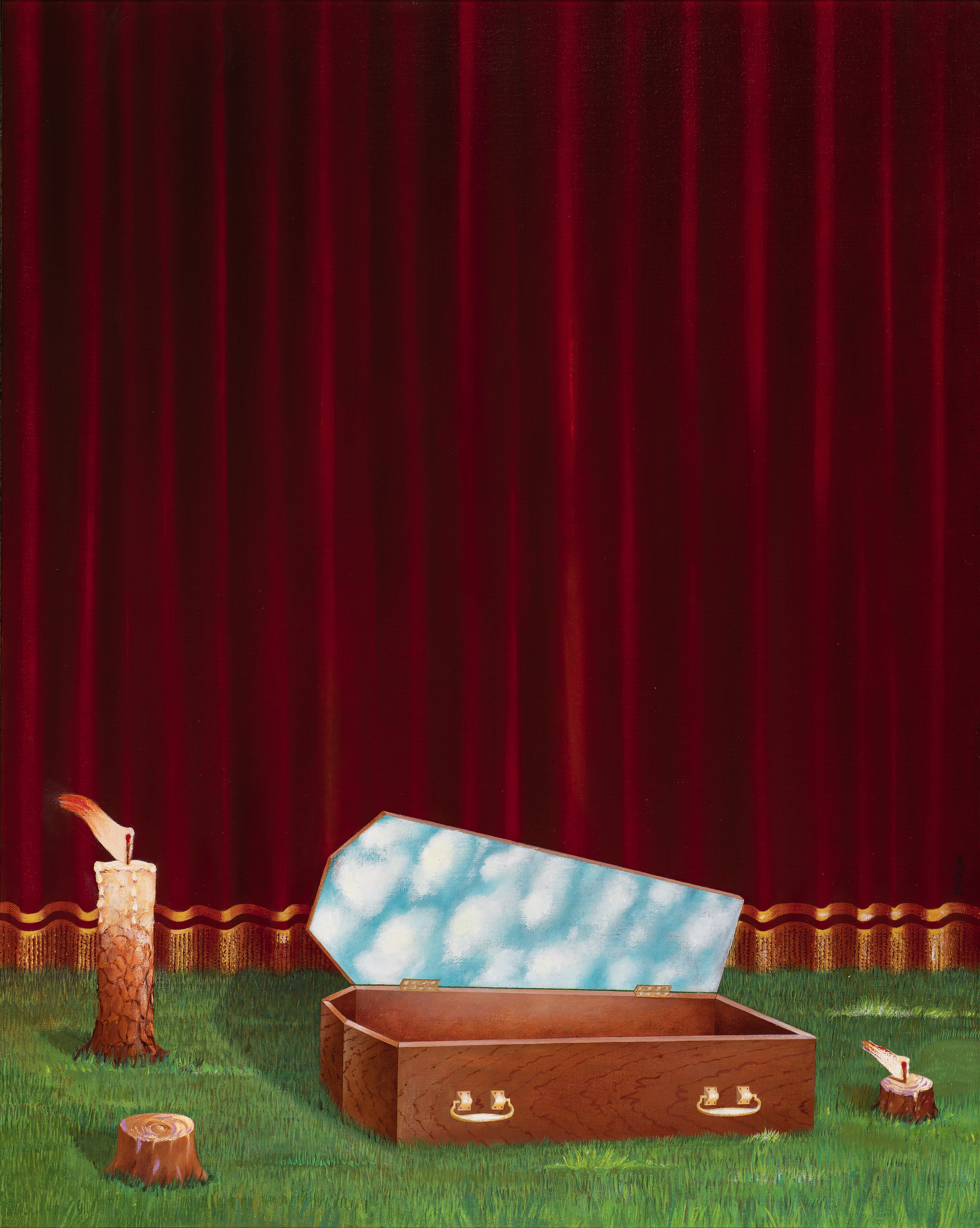
Co dalej
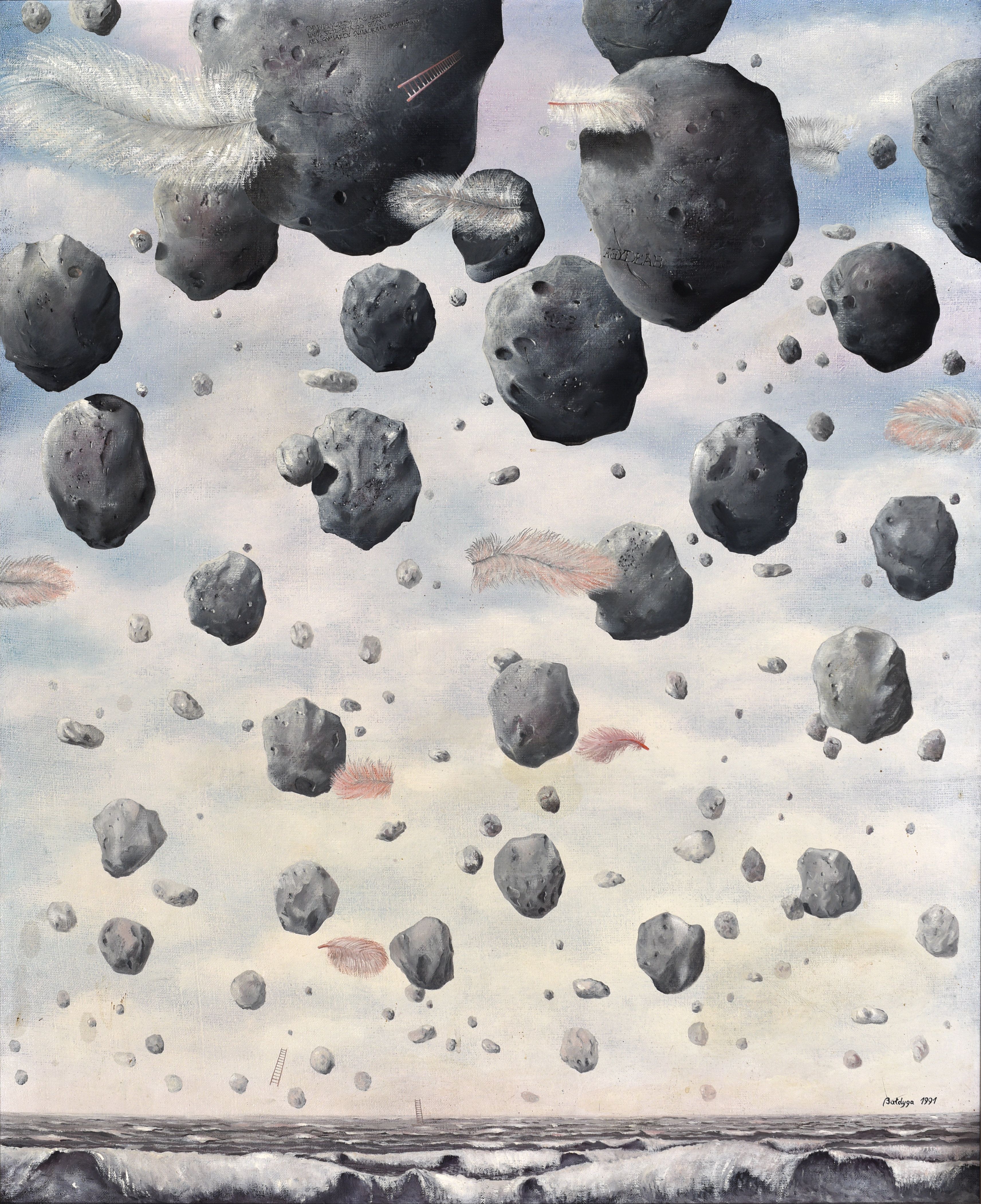
Deszcz
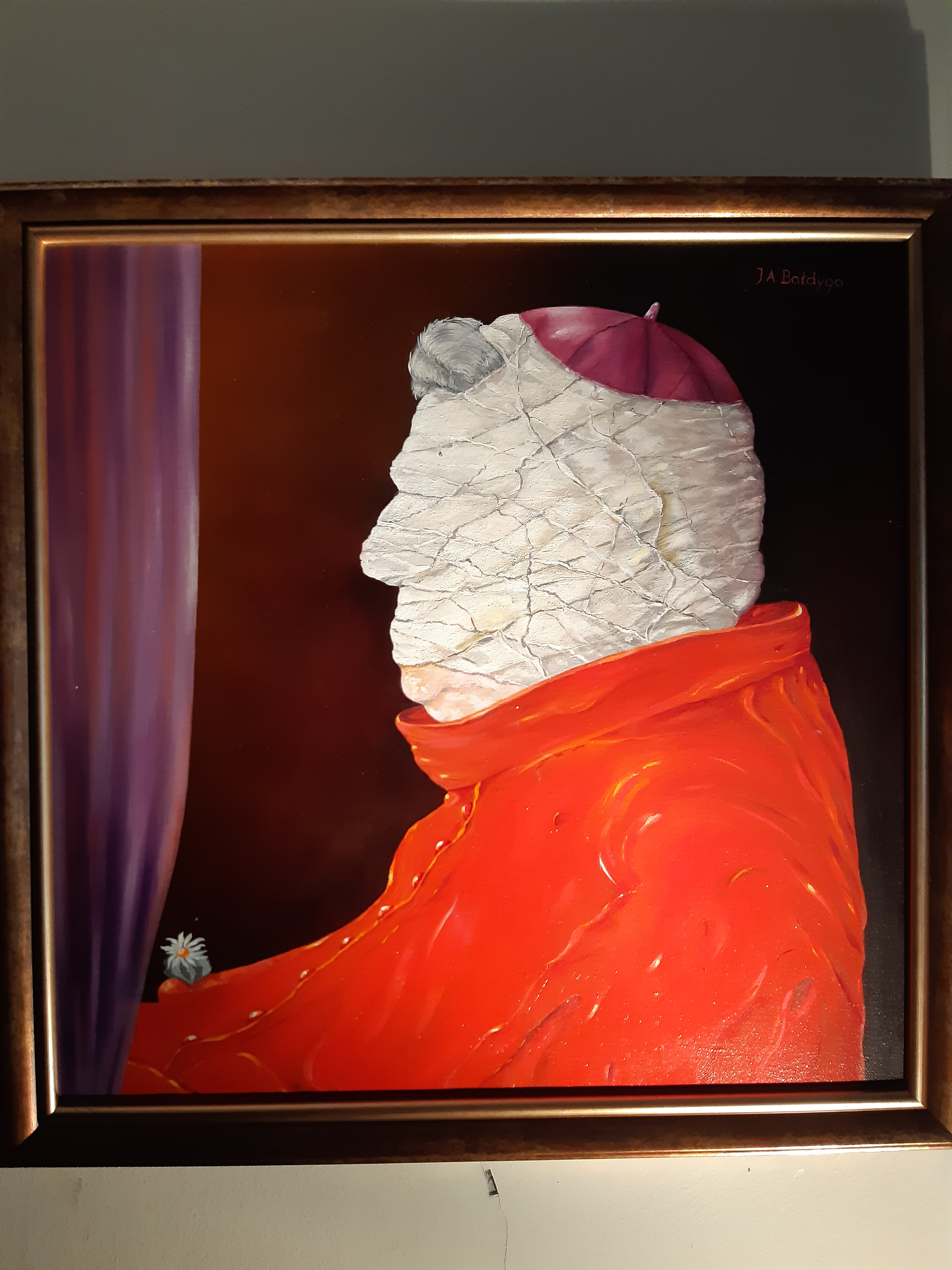
Głowa bydgoska
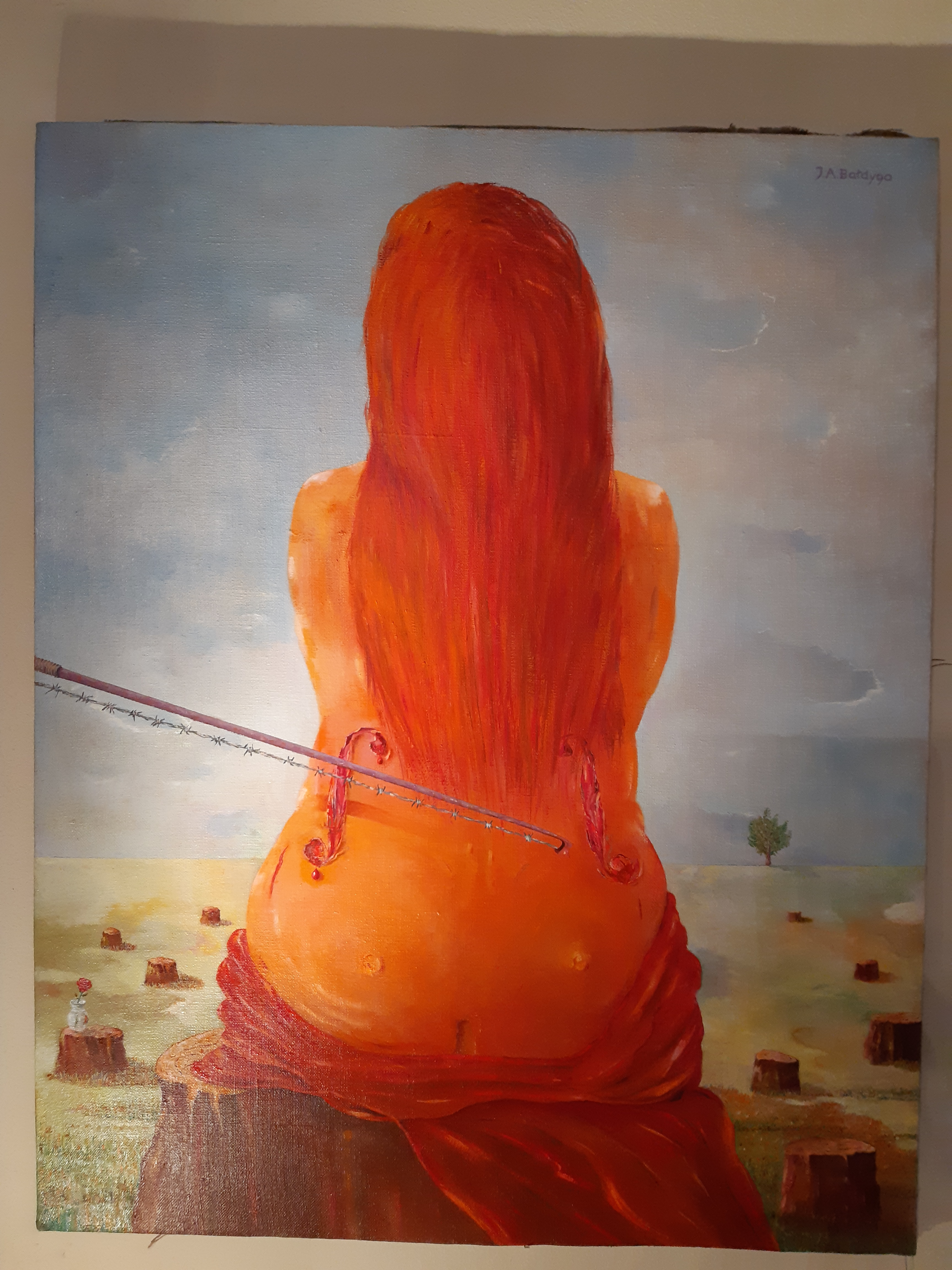
Kobieta skrzypce
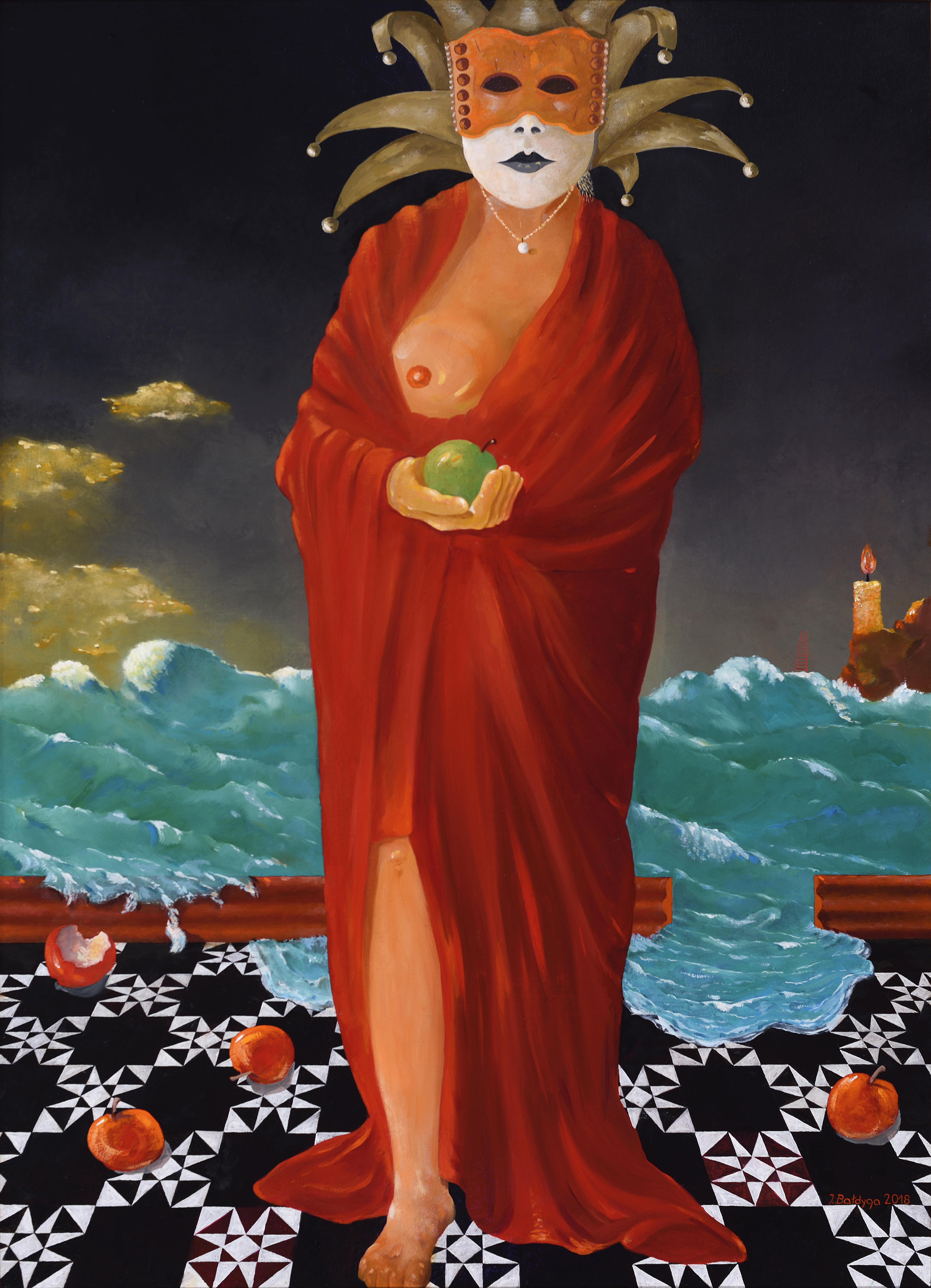
Kobieta z jabłkiem
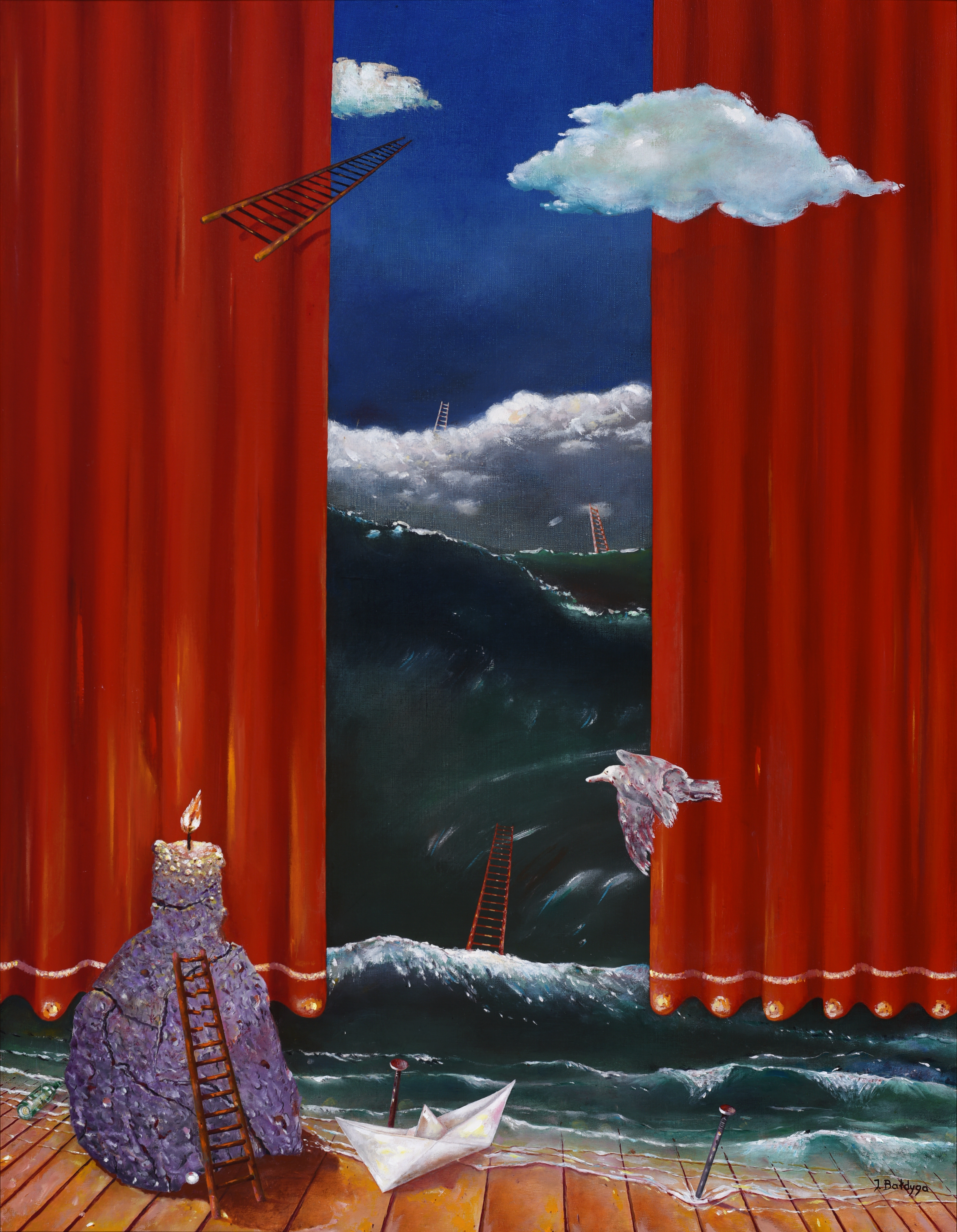
Nad brzegiem czasu
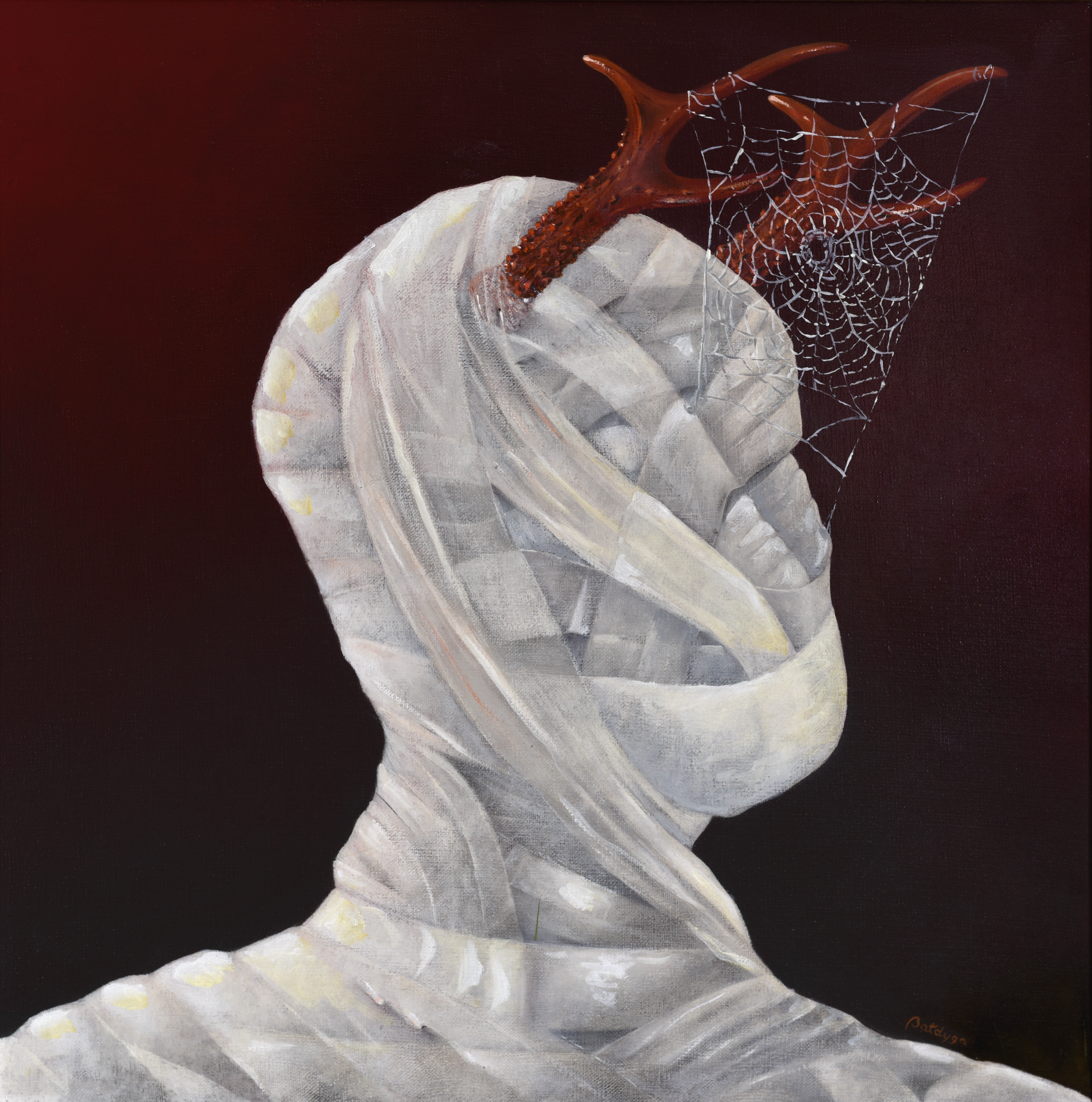
Portret z rogami
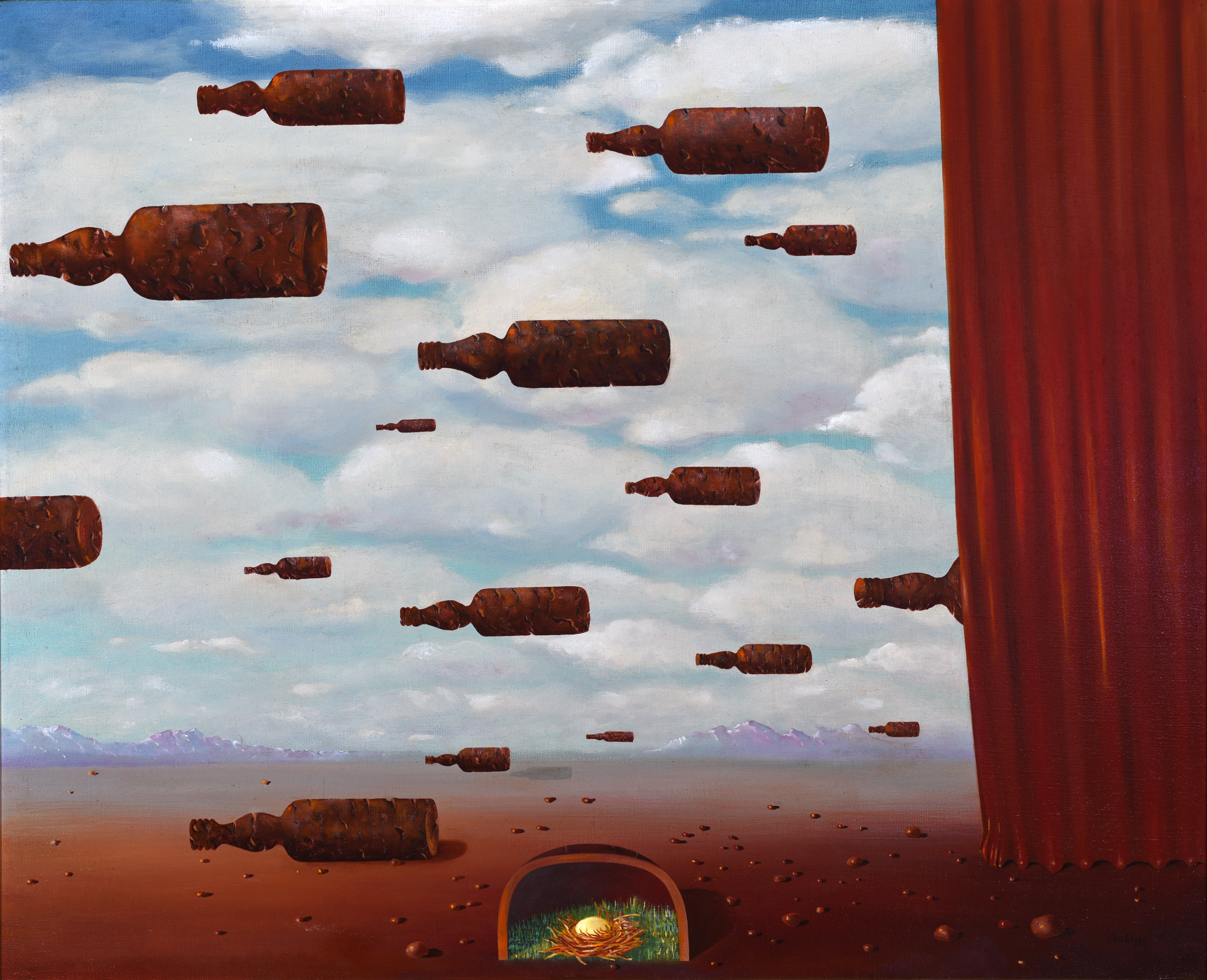
Teatr